# Felsőcikolapuszta
Felsőcikolapuszta egy település Fejér vármegyében, a Dunaújvárosi járásban. Közigazgatásilag Pusztaszabolcshoz tartozik.

## Földrajza

### Fekvése
Felsőcikolapuszta Pusztaszabolcs centrumától 4 kilométerre fekszik, délkeleti irányban, a 6209-es út mentén, a 62 112-es út betorkollása közelében.

### Demográfiai adatok
2011-es adatok szerint a lakónépessége 149 fő, a lakások száma 45 volt.

## Sport

### Labdarúgás
Felsőcikolapusztának 2001 és 2007 között labdarúgó-egyesülete volt.

#### Helyezések szezononként
| Szezon   | 2001–2002 | 2002–2003 | 2003–2004 | 2004–2005 | 2005–2006 | 2006–2007 |
| -------- | --------- | --------- | --------- | --------- | --------- | --------- |
| Helyezés | 14        | 11        | 12        | n.a.      | 7         | 13        |

## Látnivalók

### Líviai-halastavak
Felsőcikolapuszta a Líviai-halastavak közelében fekszik.